# ハナムケ
『ハナムケ』は、2007年1月17日に発売された日本の歌手グループw-inds.の、21枚目のシングルである。

## 解説
- 表題曲「ハナムケ」は、スウェーデンのポップスグループRareの「We Only Got Tonight」のカバーである。
- タイトルおよび詞中の“ハナムケ”とは“餞”の意。卒業などの“別れ・旅立ち”をテーマとしており、21枚目にして、シングルとしてはw-inds.初のバラード曲となる。
- カップリング曲の「Want ya」は、スウェーデンのポップ・アイドルDarin Zanyarの同名同曲のカバー。
- 同じくカップリング曲の「勿忘草（わすれなぐさ）」の作曲は、「To the Moon and Back」、「Truly Madly Deeply」等の世界的ヒット曲を持つSavage Garden（サヴェージ・ガーデン）の元メンバーDarren Hayesと、MADONNA（マドンナ）やKylie Minogue（カイリー・ミノーグ）、Celine Dion（セリーヌ・ディオン）などに楽曲を提供する人気ソングライターRick Nowelsによるものである。

## 収録曲
1. ハナムケ
  - 作詞：shungo. / 作曲：Thomas Gustafsson, Hugo Lira, Simon Perry / 編曲:Koma2 Kaz
2. Want ya 
  - 作詞：Kentaro Akutsu / 作曲：George Samuelson, Tomas Granlind, Darin Zanyar / 編曲:Koma2 Kaz
3. 勿忘草
  - 作詞：Kiyohito Komatsu / 作曲：Darren Hayes, Rick Nowels / 編曲:Koma2 Kaz
4. ハナムケ（Instrumental）
  - 作曲：Thomas Gustafsson, Hugo Lira, Simon Perry / 編曲:Koma2 Kaz

## タイアップ
- ブルボン『ビタミンCガム』『はなのどガム』CMソング